# Quistello
Quistello is een gemeente in de Italiaanse provincie Mantua (regio Lombardije) en telt 5847 inwoners (31-12-2004). De oppervlakte bedraagt 45,4 km², de bevolkingsdichtheid is 129 inwoners per km².
De volgende frazioni maken deel uit van de gemeente: Nuvolato, Santa Lucia, San Rocco.

## Demografie
Quistello telt ongeveer 2360 huishoudens. Het aantal inwoners daalde in de periode 1991-2001 met 1,9% volgens cijfers uit de tienjaarlijkse volkstellingen van ISTAT.
| Jaar | Inwoneraantal |
| ---- | ------------- |
| 1991 | 5982          |
| 2001 | 5871          |

## Geografie
Quistello grenst aan de volgende gemeenten: Concordia sulla Secchia (MO), Moglia, Quingentole, San Benedetto Po, San Giacomo delle Segnate, San Giovanni del Dosso, Schivenoglia, Sustinente.

## Geboren
- Alessandro Micai (24 juli 1993), voetballer